# María Elena Walsh
María Elena Walsh (Mejía, 30 de março de 1930 - Buenos Aires, 10 de janeiro de 2011) foi uma poetisa, romancista, musicista, dramaturga, escritora e compositora argentina, conhecida principalmente por suas canções e livros infantis.
Era conhecida, principalmente, por suas canções e livros infantis e em 1985 foi nomeada Cidadão Ilustre de Buenos Aires.